# 朱益
朱益（14世紀—15世紀），字仲益，江西瑞州府高安縣坡山人，明朝政治人物。

## 生平
朱益是永樂六年（1408年）舉人，七年（1409年）會試中副榜，按例授與學職，他和同榜者十人上言：「未明理不能教人，請求到國子監學習。」得到祭酒胡儼重視，十三年（1415年）成進士，獲授刑部主事，在沛縣督辦運木，不勞損民力，又能平反多件冤獄，得尚書薦陞郎中，在任內去世，行李只有朝廷所給官衾。他廉靜寡慾，任官不帶同妻兒，去世時只有僕侍陪同，對他說：「我未能報答君親，回鄉後請以忠孝二字告訴子孫。」不談及私事。

## 引用
1. 1 2  同治《高安縣志·卷十四·人物志》：朱益，字仲益，坡山人，永樂中舉于鄉，己丑中乙榜，例授學職，率同榜者十人上言道：「未明未可以教悞人，乞卒業辟雍。」為祭酒胡公儼所重，乙未登進士，授刑部主事，命于沛縣董運木植事集，而民不勞，其刑獄平反者甚眾，尚書薦陞郎中，卒于官，檢所餘俸僅給官衾而已。益廉靜寡欲，宦游不挈妻孥，卒時惟一僕侍，命之曰：「未能報吾君親，歸以忠孝二字語吾子孫。」一言不及私。
2. ↑  同治《高安縣志·卷十·選舉志》：進士 明……永樂十三年乙未科陳循榜 朱益 字仲益，坡山人，刑部主事……舉人 明……永樂六年戊子科……朱益 坡山人，見進士